# Tokary Pierwsze
Tokary Pierwsze – wieś w Polsce położona w województwie wielkopolskim, w powiecie tureckim, w gminie Kawęczyn.
Do 1937 roku siedziba gminy Tokary. W latach 1975–1998 miejscowość administracyjnie należała do województwa konińskiego.
Tokary Pierwsze położone są około 5 km na południe od Kawęczyna oraz 8 km na południowy zachód od Dobrej, przy drodze Kalisz-Poddębice. Obecnie we wsi znajduje się sklep spożywczo-przemysłowy oraz Ośrodek Zdrowia. Działa także szkoła podstawowa (nowy budynek w trakcie budowy). Pierwsza wzmianka o wsi pochodzi z 1362 roku. W roku 1617 we wsi znajdował się dom opieki dla starców (tzw. szpital). We wsi mieszkały wówczas 193 osoby. 

## Kościół św. Andrzeja Apostoła
Neogotycki kościół św. Andrzeja Apostoła wzniesiono staraniem ówczesnej właścicielki wsi w latach 1858–1862 na miejscu starszego, który spłonął w roku 1843.
Elewacja frontowa od zachodu dzielona jest wieżą, wzniesioną w osi, na rzucie kwadratu. Płaszczyzny szczytu ściany zdobione są wąskimi i głębokimi wnękami. Natomiast w elewacji wschodniej, o podobnych wzorach architektonicznych w płaszczyźnie szczytu, znajduje się apsyda.
Wewnątrz znajduje się kilka zabytków z poprzedniej świątyni, m.in. XVII- i XVIII-wieczne drewniane rzeźby świętych (świętego Stanisława, świętej Barbary, świętego Piotra, świętego Pawła oraz świętej Małgorzaty), ludowa rzeźba Chrystusa Zmartwychwstałego o tradycjach gotyckich, monstrancja z 1721 roku oraz dwa świeczniki w kształcie klęczących aniołków z połowy XVII wieku.